# Your Eyes (竹内まりやの曲)
「Your Eyes」（ユア・アイズ）は、竹内まりやの1作目の配信シングル。2013年10月27日にワーナーミュージック・ジャパンより発売された。

## 概要
TBS系日曜劇場『安堂ロイド〜A.I. knows LOVE?〜』主題歌として使用された。
夫である山下達郎が1982年に発表したアルバム『FOR YOU』収録曲のカバーで、竹内が山下の曲をカバーするのは初めて。元々は山下が竹内のために書き下ろした曲であり、ディレクターの宮田茂樹に却下されたのを機に山下が自らのレパートリーとしていた。事実上、それまでは山下がセルフカバーし、本作のリリースによって31年越しの楽曲提供が実現したことになる。
山下のアルバム『FOR YOU』に収録されたバージョンでは青山純がドラムを叩いており、本作のレコーディングにおいても青山のドラム演奏が望まれたが、その頃既に体調不良であった為、青山のドラムの音を打ち込みによって再現した音源が使用されている。

## 収録曲
Your Eyes
作詞：ALAN O'DAY／作曲・編曲：山下達郎

## 演奏
- 山下達郎：Computer Programming, Electric Guitar, Acoustic Guitar, Electric Sitar, Keyboards, Percussion & Background Vocals
- 伊藤広規：Electric Bass
- 難波弘之：Acoustic Piano
- 橋本茂昭：Computer Programming, ″Jun Aoyama Simulation″ Drum Programming & Synthesizer Operation
- 宮里陽太：Alto Sax（Solo）
- 朝川朋之：Harp
- Rush 加藤Joe：Strings